# Вуд, Дэвид (серийный убийца)
Дэвид Леонард Вуд (англ. David Leonard Wood; родился 20 июня 1957 года, Сан-Анджело, штат Техас) — американский серийный убийца, совершивший по версии следствия серию из как минимум 6 убийств в период с 30 мая по 28 августа 1987 года на территории города Эль-Пасо, (штат Техас). В 1993 году Вуд был приговорен к смертной казни. Так как тела жертв были обнаружены в пустынной местности Эль-Пасо, Вуд получил прозвище «Пустынный убийца» (англ. «Desert killer»). Свою вину он не признал.

## Биография
Дэвид Леонард Вуд родился 20 июня 1957 года в городе Сан-Анджело, штат Техас. Он был вторым ребёнком в семье из четырёх детей. Родители Дэвида поженились когда его отцу Лео было 20 лет, а его матери Бетти всего 16. Они были совершенно не готовы к суровым родительским обязанностям и сохранили в своём поведении черты, присущие предшествующим возрастным этапам. В 1960-х Лео Вуд перевёз свою семью в город Эль-Пасо. Отец Вуда занимал руководящую должность в компании «El Paso Electric Co.», благодаря чему семья не испытывала материальных трудностей и проживала в одном из социально-благополучных районов города, однако детство Дэвида, его братьев и сестёр прошло в социально-неблагополучной обстановке, так как мать Дэвида стала демонстрировать признаки психического расстройства, благодаря чему родители Дэвида вступили в конфликт, который стал тяжёлым травмирующим фактором для ухудшения психологической атмосферы в семье.
В середине 1960-х мать Вуда была помещена в психиатрическую клинику на шесть месяцев, где ей было назначен курс лечения при помощи электросудорожной шоковой терапии. После освобождения ей разрешено было продолжить лечение в домашних условиях при помощи отпускаемых по рецепту медицинских препаратов, однако по словам остальных членов семьи, Бетти Вуд пристрастилась к медицинским препаратам и все последующие годы жизни страдала наркотической зависимостью, что оказало пагубное влияние на её психическое здоровье. Начиная с середины 1960-х родители Вуда придерживались индифферентного стиля воспитания детей, они не проявляли никакого интереса к своим детям и были закрыты для общения. Некоторое время Дэвид, его братья и сестры из-за отсутствия контроля со стороны родителей вынуждены были проживать у родственников в городе Чапарел (штат Нью-Мексико) и некоторое время провели в приёмных семьях.
С ранних лет Дэвид стал демонстрировать признаки неуравновешенной нервной системы, из-за чрезмерной двигательной активности и возбудимости он был помещён в больницу, где ему был поставлен диагноз гиперактивность и назначен курс лечения, по причине чего обучаясь в первом классе, он был вынужден остаться на второй год обучения. Потеряв общую способность к обучаемости, Вуд быстро потерял интерес к учебному процессу. В дальнейшие годы из-за хронической неуспеваемости и прогулов он был вынужден остаться на второй год обучения, когда он обучался в 3-м и 9-м классах. По собственному признанию Дэвида Вуда, уже в раннем детстве он начал демонстрировать патологически повышенное половое влечение к девушкам, благодаря чему начал половую жизнь в 12 лет. В начале 1970-х он начал много свободного времени проводить на улице и в этот период стал увлекаться алкогольными напитками и наркотическими веществами. В 1974 году, в возрасте 17 лет, Дэвид бросил после окончания 9-го класса школу «Parkland High School» и совершил попытку завербоваться в армию США, но получил отказ, после чего последующие несколько лет вынужден был заниматься низкоквалифицированным трудом и перебиваться случайными заработками.

## Ранняя криминальная деятельность
В августе 1976 года Дэвид Вуд был арестован по обвинению в непристойном поведении и по обвинению в сексуальных домогательствах по отношению к несовершеннолетней девушке. 28 апреля 1977 года Вуд был осужден и получил в качестве уголовного наказания 5 лишения свободы. Отбыв в заключении 2 года, Дэвид Вуд получил условно-досрочное освобождение и вышел на свободу 28 декабря 1978 года. В марте 1980 года Дэвид с разницей в восемь дней совершил два изнасилования. В одном случае он изнасиловал 19-летнюю девушку, с которой непродолжительное время состоял в знакомстве, в другом случае он изнасиловал 13-летнюю школьницу, с которой в знакомстве не состоял. После ареста, в ходе расследования вина Вуда была доказана в суде, вследствие чего 10 июля 1980 года он получил в качестве уголовного наказания 20 лет лишения свободы. Будучи в заключении Вуд приобрел репутацию образцового заключённого и прошёл несколько программ по реабилитации сексуальных преступников. Отбыв в заключении более 6 лет, Дэвид Вуд снова получил условно-досрочное освобождение и вышел на свободу 14 января 1987 года, после чего вернулся в Эль-Пасо. После освобождения Дэвид нашёл работу  в одном из мебельных магазинов Эль-Пасо и периодически подрабатывал поденщиком и автомехаником. В свободное от работы время Вуд часто посещал различные бары и ночные клубы Эль-Пасо, отдавая предпочтение тем, в которых выступали танцовщицы топлес. Во время тюремного заключения, будучи любителем и поклонником мотоциклов, Дэвид Вуд познакомился с представителями субкультуры байкеров. Оказавшись на свободе Дэвид стал членом этой субкультуры, после чего отрастил длинные волосы и обзавелся множеством татуировок. Обладая выраженной харизмой, в этот период Вуд стал пользоваться популярностью среди молодых и несовершеннолетних девушек, благодаря чему имел множество подруг и поклонниц, одна из которых вскоре стала его постоянной сожительницей.

## Серия убийств
В период с февраля по август 1987 года на территории Эль-Пасо пропали без вести 9 девушек в возрасте от 14 до 23 лет. Первой пропавшей девушкой была 14-летняя Марджори Нокс, которая пропала без вести 14 февраля 1987 года в Эль-Пасо. Девушка проживала в городе Чаппарл (штат Нью-Мексико), который являлся одним из пригородов Эль-Пасо. 14 февраля Нокс приехала в Эль-Пасо, где вместе с друзьями посетила вечеринку, устроенную в честь празднования Дня святого Валентина, после чего исчезла. Три недели спустя, 7 марта на территории Эль-Пасо пропала без вести 13-летняя Мелисса Аланиз. Родители обеих девочек были знакомы и работали на заводе «Rockwell». Родители Мелиссы Аланиз заявили полиции о том, что за несколько месяцев до исчезновения их дочь переживала время наступления переходного возраста и познакомилась с компанией молодых людей, которые вели криминальный образ жизни.
7 июня того же года в полицию Эль-Пасо поступило сообщение о исчезновении 15-летней Дезире Уитли в Эль-Пасо. В ходе расследования полицией было найдено несколько свидетелей, которые заявили, что в последний раз Дезире Уитли была замечена 2 июня в компании мужчины, который имел множество татуировок на руках. Уитли посещала школу «H.E. Charles Junior High School», проживала недалеко от дома Дэвида Вуда и не была замечена в употреблении алкогольных напитков и наркотических средств.
Три дня спустя стало известно об исчезновении 20-летней Карен Бейкер, которая в последний раз была замечена живой 5 июня 1987 года на территории мотеля «Hawaiian Royale». В ходе расследования её исчезновения полицией было найдено несколько свидетелей, которые дали противоречивые  показания о её действиях перед исчезновением. Мать девушки заявила о том, что её дочь была похищена и увезена в Мексику, на основании чего расследованием инцидента занялось ФБР.
28 июня 1987 года пропала без вести в Эль-Пасо 19-летняя Шерил Васкес-Дисмукес. 3 июля в полицию Эль-Пасо поступило сообщение об исчезновении 17-летней Анджелы Фраусто. Девушка с 12 лет вела бродяжнический образ жизни и отсутствовала дома от нескольких дней до нескольких месяцев. В возрасте 15 лет Анджела бросила школу «Henderson Middle School», после чего устроилась работать танцовщицей в баре «Red Flame», который часто посещал Дэвид Вуд. В ходе расследования полиция установила что в день исчезновения Анджелу увёз на своём мотоцикле один из её знакомых байкеров.
Через месяц, 20 августа того же года в полицию города обратились родители 24-летней Марии Касио. Родители девушки заявили полиции о том, что их дочь 12 августа 1987 года гостила у своей сестры в другом городе. Вечером того же дня она отправилась в Эль-Пасо на своей машине с целью покупки почтовых марок, после чего пропала без вести. На следующий день, рано утром 13 августа 1987 года её автомобиль Ford Gran Torino 1974 года выпуска был обнаружен брошенным на одной из улиц Эль-Пасо. В ходе осмотра автомобиля полиция обнаружила в нём личные вещи девушки. В ходе опроса местных жителей свидетелей исчезновения девушки обнаружено не было. Мария Касио работала танцовщицей топлес в одном из баров Эль-Пасо, но по утверждению родственников в занятии проституцией замечена не была. Касио планировала с целью улучшения своего социального положения восстановиться в общественном колледже «Brookhaven Community College» и получить образование.
В сентябре 1987 года стало известно об исчезновении 14-летней Доун Смит. Девушка училась в школе «Parkland High School». В июне того же года она вступила со своими родителями в конфликт, после чего сбежала из дома  на территории Эль-Пасо, заявив членам семьи что не вернётся. Она поддерживала связь с некоторыми из членов своей семьи до 28 августа того же года, после чего пропала без вести. Полицейские осведомители из числа местных мелких преступников заявили представителям правоохранительных органов о том, что Смит была застрелена байкером на территории города Чапарал, однако полиция не смогла подтвердить эту версию.
4 сентября 1987 года сотрудниками жилищно-коммунальной службы Эль-Пасо  были обнаружены в неглубокой могиле останки 24-летней Марии Касио в пустынной местности, находящейся к северо-западу от Эль-Пасо. На место происшествия была вызвана полиция, которая в ходе расследования инцидента с привлечением кинологов с собаками провела эксгумационные работы, в результате которых были обнаружены останки пропавшей без вести Карен Бейкер, которая также была похоронена в неглубокой могиле на расстоянии около 100 метров от захоронения Марии Касио. Члены семей убитых опознали девушек по одежде и личным вещам, найденным на месте происшествия. Причиной смерти Касио предварительно было объявлено удушение, потому что её челюсть была сломана в двух местах. Причину смерти Бейкер установить не удалось, так как её тело
находилось в сильной степени разложения.
19 сентября 1987 года в полицию Эль-Пасо обратилась жительница города по имени Джудит Келли. Женщина являлась проституткой и страдала наркотической зависимостью. Келли заявила сотрудникам полиции о том, что в один из дней в период с 26 июля по 7 августа 1987 года она познакомилась молодым мужчиной, который заманил её в свой автомобиль с целью подвезти её до дома.  Согласно показаниям женщины, новый знакомый пропустил нужный поворот и объяснил ей, что отвезет её обратно после того, как сначала навестит своего друга, после чего остановился возле одного из многоквартирных домов и вошёл внутрь. Когда он вернулся примерно через три минуты, из одного из его карманов свисала веревка. Келли утверждала, что мужчина отвез её на северо-восток от города в сторону пустынной местности, в направлении, противоположном от места расположения её дома. Он объяснил Келли, что в пустыне закопана партия кокаина, которую ему необходимо было забрать. Через некоторое время, согласно показаниям Келли, он остановил свой пикап, вышел из машины, приказал выйти ей, после чего вытащил из кузова пикапа одеяло и лопату. Угрожая оружием, преступник привязал девушку к автомобилю, выкопал яму, после чего изнасиловал Джудит Келли. Согласно свидетельствам женщины, неизвестный совершил попытку её удушения, но при появлении свидетелей преступления затащил её в салон автомобиля, после чего отвез её в другую местность пустыни, где угрожая оружием снова изнасиловал её, после чего при очередном появлении свидетелей преступления бросил её обнаженной в пустыне и скрылся с места происшествия. После дачи признательных показаний Джудит Келли указала на карте предположительное место, где было совершено изнасилование и попытка её убийства. В полицейском участке ей было предложено посмотреть фотографии ранее привлекавшихся мужчин к уголовной ответственности за совершение аналогичных преступлений и выбрать пять фотографий, на которых, по её мнению, возможно мог быть запечатлен преступник. На одной из выбранных  фотографий Джудит Келли уверенно идентифицировала своего насильника как Дэвида Вуда.
20 октября 1987 года туристы обнаружили останки 15-летней Дезире Уитли и 14-летней Доун Смит. Тела убитых также были похоронены в неглубоких могилах, которые были расположены недалеко друг от друга и на расстоянии 1.5 километра от расположения могил Марии Касио и Карен Бейкер. Место где были обнаружены тела - совпадало с местностью, где согласно показаниям Джудит Келли Дэвид Вуд совершил на неё нападение, вследствие чего он попал в число подозреваемых в совершении серийных убийств.
После повторного опроса свидетелей исчезновения девушек, свидетели исчезновения Марии Касио идентифицировали Дэвида Вуда как человека, который был замечен с Марией незадолго до её исчезновения. Чарльз Ллойд, свидетель исчезновения Карен Бейкер заявил полиции, что Дэвид Вуд был знаком с Карен и часто подвозил её на своём мотоцикле. Согласно его показаниям, перед своим исчезновением она села в пикап бежевого цвета, который очень хорошо соответствовал приметам автомобиля Дэвида Вуда. Друзья и знакомые Доун Смит также утверждали о том, что Дэвид Вуд был знаком с девушкой и неоднократно предлагал ей сходить с ним на свидание. На основании этих фактов, 23 октября 1987 года Дэвид Леонард Вуд был арестован по обвинению в совершении похищения и изнасилования Джудит Келли. Свою вину он не признал
Две недели спустя недалеко от места захоронения тел Уитли и Смит, было обнаружено ещё одно захоронение. Убитая была идентифицирована как 17-летняя Анжела Фраусто.
14 марта 1988 года пара, ищущая алюминиевые банки в пустыне, наткнулась на частично закопанные останки женщины. Могила была расположена всего в нескольких сотнях метров к юго-востоку от того места, где были обнаружены остальные тела серийного убийцы. На основании сравнения рентгеновских снимков челюстей, тело было идентифицировано как принадлежащее 23-летней Айви Уильямс, уроженки штата Колорадо, которая после замужества переехала в Эль-Пасо. Девушка вела маргинальный образ жизни, имела судимость по обвинениям в занятии проституцией и хранении наркотических средств. В ходе расследования удалось установить, что в последний раз 23-летняя  Уильямс была замечена 30 мая 1987 года, но никто из её родственников и друзей не обращался в полицию с заявлением о её исчезновении. В ходе опроса её знакомых, полиция установила что девушка работала танцовщицей в клубе и имела множество знакомств среди представителей субкультуры байкеров. По результатам судебно-медицинской экспертизы удалось также установить, что причиной смерти Айви Уильямс послужило множество ножевых ранений, в том числе пришедших в область лица. Тело девушки было найдено в районе, который полиция ранее проверяла, обыскивая пустыню в поисках других захоронений, после чего Департамент полиции Эль-Пасо возобновил операцию по поиску новых захоронений, которая окончилась безуспешно.
16 июня 1988 года Дэвид Вуд был признан виновным в совершении похищения и изнасилования Джудит Келли. Так как Вуд совершив преступление, нарушил условия условно-досрочного освобождения после выхода на свободу в январе 1987 года, суд посчитал это отягчающим обстоятельством, после чего назначил Дэвиду Вуду уголовное наказание в виде 50 лет лишения свободы.

## Суд по обвинению в серийных убийствах
После осуждения Дэвида Вуда, полиция на основании свидетельств друзей и знакомых погибших девушек, идентифицировавших Вуда как человека, с которым они были замечены незадолго до своего исчезновения, получила ордер на обыск его автомобиля, личных вещей и апартаментов. Сожительница Вуда заявила полиции, что осенью 1987 года незадолго до своего ареста, Дэвид тщательно убрал салон своего автомобиля от различного мусора с помощью пылесоса. Так как Джудит Келли утверждала, что перед совершением изнасилования, Вуд достал из своего пикапа одеяло и лопату, полиция сконцентрировала свои усилия на поиске одеяла. Во время обыска апартаментов Дэвида Вуда, полиция изъяла у него пылесос, в мешке которого обнаружили волокна жёлтого и оранжевого цвета. По результатам анализа криминалистической экспертизы специалисты вынесли вердикт, что ворсинки, найденные в мешке пылесоса Дэвида Вуда по своей структуре и строению совпадают с образцами ворса, обнаруженных на одежде одной из жертв. Сожительница Вуда в ходе допроса сотрудниками правоохранительных органов свидетельствовала о том, что в кузове своего пикапа на протяжении 1987 года Вуд якобы действительно хранил одеяло оранжевого цвета и ряд различных лопат. После ареста во время расследования Вуд находился под стражей в окружной тюрьме. Ряд других заключённых, которые находились под стражей в тот период совместно с Вудом, после его осуждения заявили следователям, что Дэвид рассказывал им об убийствах, описывал своих жертв как танцовщиц топлес или проституток, которых он заманивал в свой пикап предложением совместного употребления наркотических средств, после чего увозил их в пустыню, привязывал к своему пикапу,  насиловал, убивал и хоронил в вырытых могилах недалеко от близлежащих дорог. В конечном итоге на основании весьма косвенных доказательств и не совсем достоверных сведений, 13 июля 1990 года прокуратура округа Эль-Пасо предъявило Дэвиду Вуду обвинение в убийстве Айви Уильямс, Дезире Уитли, Карен Бейкер, Анжелики Фраусто, Розы Марии Касио и Доун Смит. Тела Марджори Нокс, Шерил Васкес-Дисмукес и Мелиссы Аланиз так никогда и не были найдены и их судьба осталась неизвестной, тем не менее Дэвид Вуд являлся единственным подозреваемым в причастности к исчезновению девушек.
Начиная с этого периода, он и его адвокаты с целью отсрочить начало судебного процесса начали манипулировать правовой системой. Адвокаты Вуда подали ходатайство о переносе его судебного процесса из Эль-Пасо на территорию города Далласа. По мнению Вуда и его адвокатов интенсивная огласка по делу о серийных убийствах, как и сам эффект гласности способствовал социальным предрассудкам в деле осуждения Вуда. В конечном итоге после ряда досудебных слушаний, ходатайство было удовлетворено, вследствие чего судебный процесс открылся в сентябре 1992 года.
Дэвид Вуд настаивал на своей невиновности. На судебном процессе он заявил, что имел большое количество знакомых среди девушек в северо-восточных районах Эль-Пасо, со многими из которых он продолжал общение будучи в тюремном заключении и которые отзывались о нём крайне положительно. Будучи представителем криминальной субкультуры, Вуд признал что в разные годы анализировал методы похищения и изнасилования женщин, не будучи арестованным, но заявил о своей непричастности к совершению убийств и поведал о том, что в случае совершения убийств - захоронил бы тела убитых в горной местности пустынь, где захоронения не смогли бы обнаружить даже койоты в то время как тела убитых девушек были захоронены в неглубоких могилах рядом с дорогой. На одном из судебных заседаний Дэвид вынужденно признал факт знакомства  с 19-летней Шерил Линн Васкес-Дисмукес. Вуд был замечен 28 июня 1987 года на парковке круглосуточного магазина, где в тот же день исчезла девушка. Вуд заявил, что был там той ночью, но отрицал причастность к исчезновению Васкес-Дисмукес. Он заявил, что тот вечер провёл в компании 16-летней девушки и назвал её имя, которая впоследствии подтвердила его показания. Также под давлением свидетельских показаний он признал факт знакомства с погибшей Карен Бейкер, но заявил что их свидания имели место за пять месяцев до того, как Карен пропала без вести. Факт знакомства с Дезире Уитли и Доун Смит, Дэвид Вуд не признал.
В ноябре 1992 года на основании показаний Джудит Келли, заключённых, которые находились под стражей совместно с Вудом после ареста в окружной тюрьме а также на основании результатов трасологической экспертизы ворсинок, найденных на теле одной из жертв и в пылесосе Дэвида Вуда, в ноябре 1992 вердиктом жюри присяжных заседателей он был признан виновным в совершении 6 убийств, после чего суд 14 января 1993 года приговорил его к смертной казни.

## В заключении
После осуждения Дэвид Вуд не смирился со своим приговором и при содействии своих адвокатов в разные годы подал несколько апелляций, которые были отклонены. Дата его казни была назначена на 20 августа 2009 года, но всего за 24 часа до исполнения, она была отсрочена на основании очередной апелляции, которую подали его адвокаты, утверждая, что у Дэвида Вуда были выявлены признаки умственной отсталости. Казнь человека у которого была диагностирована задержка умственного развития являлась уголовно-процессуальным нарушением, так как Верховный суд США в 2002 году своим решением запретил вынесение уголовного наказания в виде смертной казни лицам с признаками умственной отсталости.
Команда адвокатов предоставила суду доказательства того, что Вуд начиная с 1977 года по 2011 год прошёл шесть тестов на определение порога коэффициента интеллекта. Его оценки в хронологическом порядке были 111, 64, 71, 101, 67 и 57 балов. Однако, так как тесты подразделялись по возрастным группам и показывали развитие человека, соответствующее его возрасту, в записях не было указано подробностей того, какие варианты тестов Вуд проходил в молодости, вследствие чего Апелляционный суд штата Техаса изучив юридический документ, заявил, что результаты судебно-психиатрической экспертизы и методы судебных психологов для оценки адаптивного функционирования преступника подвергаются сомнению. В связи с чем постановил, отклонить апелляцию в 2014 году..
В 2016 году защита Дэвида Вуда подала ещё одну апелляцию на отмену смертного приговора и пересмотр дела. В очередном прошении адвокаты серийного убийцы ходатайствовали о проведении повторной ДНК-экспертизы, результаты которой смогли бы доказать его невиновность. С этой целью генеральная прокуратура округа Эль-Пасо предоставила жёлтый  костюм, в который была одета жертва Доун Смит в момент своей смерти.  А также ряд улик связанных обнаружением тел Анжелики Фраусто и Дезире Уитли, в том числе  колготки Фраусто, её волосы, куртка а также волосы Дезире Уитли, и нож с замытыми пятнами крови, который по версии следствия был использован в совершении убийства Айви Уильямс и изъят у преступника при аресте.
После почти шести лет разбирательств результаты повторной ДНК-экспертизы, в конечном итоге были признаны неубедительными, благодаря чему последняя апелляция защиты Дэвида Вуда была отклонена в 2022 году. 29 августа 2024 года Окружной суд округа Эль-Пасо назначил дату казни Дэвида Вуда на 18 часов местного времени 13 марта 2025 года. Тем не менее 11 марта она была вновь отложена на неопределённый срок.
По состоянию на декабрь 2024 года, Дэвид Леонард Вуд был жив и продолжал ожидать исполнения приговора в тюрьме «Allan B. Polunsky Unit State Prison», расположенной в городе Ливингстон (штат Техас).